# Nordisk MobilTelefoni

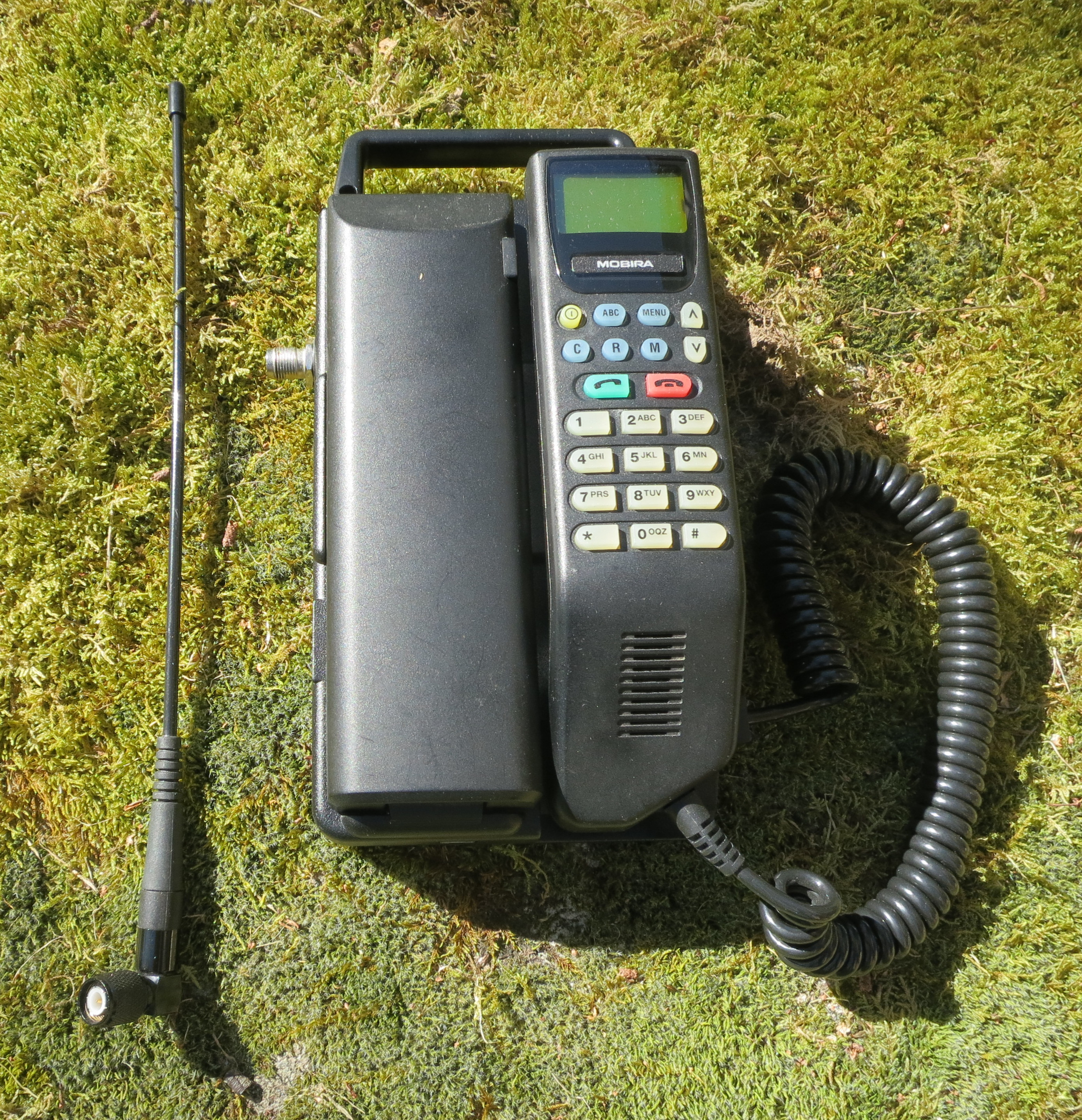
Il telefono NMT 450 finlandese Mobira TMF-4SP del 1994.

NMT (acronimo di Nordisk MobilTelefoni o Nordic Mobile Telephony in inglese) è la prima rete mobile cellulare (con commutazione automatica) esistente.
Sviluppata a partire dagli anni settanta in alcuni Paesi nordici per conto delle locali società di poste e telecomunicazioni. Divenuta operativa nel 1981 come risposta alla crescente congestione e poca praticità delle reti mobili a commutazione manuale quali la ARP (150 MHz) in Finlandia e la MTD (450 MHz) in Svezia, Norvegia e Danimarca. L'ingegnere svedese Östen Mäkitalo è considerato il padre di questo sistema e della telefonia cellulare in generale.
NMT è basata su tecnologia analogica (come l'altro standard europeo TACS) ed operante sui 450 Mhz (NMT-450) e successivamente, in seguito alla congestione del sistema precedente, anche sui 900 Mhz (NMT-900).